# Jasper Newell
Jasper Newell (* 5. Oktober 2002) ist ein US-amerikanischer Schauspieler und Synchronsprecher. Bekannt wurde er durch seine Rolle als Kevin im Thriller We Need to Talk About Kevin.

## Leben
Newell wuchs in East Village (Manhattan) auf. Ab 2010 wirkte er in einigen US-amerikanischen Kinderfilmen und -serien als Schauspieler oder Synchronsprecher mit. 2011 gab er sein Spielfilmdebüt, als er im Psychothriller We Need to Talk About Kevin an der Seite von Tilda Swinton die Rolle des sechs- bis achtjährigen Kevin übernahm. Von 2012 bis 2014 ging er mit Philip Glass’ und Robert Wilsons Oper Einstein on the Beach auf Welttournee. 2015 trat er im New Yorker Public Theater im Theaterstück Before Your Very Eyes des Gob-Squad-Kollektivs auf. Er übernahm darin die Rolle eines von sieben Kindern, die im Laufe des Stückes nach und nach bis zu ihrem Lebensabend altern. 2017 spielte er in Richard Maxwells experimentellem Theaterstück Samara im Soho Repository Theater in New York City die Hauptrolle eines mordenden, jugendlichen Boten auf einer Reise durch eine postapokalyptische Landschaft.

## Filmografie (Auswahl)
- 2010: Slap Back Jack (Kurzfilm, Stimme)
- 2010: Wonder Pets (Fernsehserie, Stimme)
- 2011: Dora (Fernsehserie, Stimme)
- 2011: We Need to Talk About Kevin
- 2011: What Would You Do? (Fernsehserie, eine Episode)
- 2013: Meet the Small Potatoes (Stimme)
- 2016: The Drowning

## Theater und Oper
- 2012–2014: Einstein on the Beach (Oper)
- 2015: Before Your Very Eyes (Theaterstück, The Public Theater New York City)
- 2017: Samara (Theaterstück, Soho Repertory Theater New York City)